# Paraxenylla lapazana
Paraxenylla lapazana är en urinsektsart som beskrevs av Palacios-Vargas och Vàzquez 1989. Paraxenylla lapazana ingår i släktet Paraxenylla och familjen Hypogastruridae. Inga underarter finns listade i Catalogue of Life.